# Branko Kallay
Branko Kallay (Graničari kod Zlatar Bistrice, 30. prosinca 1908. – Zagreb, 18. studenoga 1995.), hrvatski atletičar. Natjecao se za Kraljevinu Jugoslaviju.
Natjecao se na Olimpijskim igrama 1928. u desetoboju. Osvojio je 24. mjesto.
Bio je član zagrebačkih HAŠK-a i Marathona.